# Ariosoma mellissii
Ariosoma mellissii és una espècie de peix pertanyent a la família dels còngrids.

## Descripció
- Pot arribar a fer 42,8 cm de llargària màxima.[3][4]

## Hàbitat
És un peix marí, demersal i de clima tropical que viu fins als 67 m de fondària.

## Distribució geogràfica
Es troba a l'Atlàntic sud-oriental: l'illa de Santa Helena.

## Observacions
És inofensiu per als humans.